# Rhamphomyia cummingi
Rhamphomyia cummingi är en tvåvingeart som beskrevs av Bartak 2002. Rhamphomyia cummingi ingår i släktet Rhamphomyia och familjen dansflugor. Inga underarter finns listade i Catalogue of Life.